# Nati nel 2004/Febbraio
| Questa pagina contiene informazioni ricavate automaticamente dalle voci biografiche con l'ausilio del template Bio e di un bot. L'aggiornamento è periodico e automatico e ricostruisce completamente la pagina. Se manca una persona in questa lista, sei pregato di non aggiungerla, ma accertati piuttosto che la sua voce biografica contenga il template Bio e che i dati anagrafici siano correttamente compilati. Se il template Bio manca, inseriscilo tu stesso o, in alternativa, metti l'avviso {{tmp\|Bio}} che ne segnala la mancanza. Se i dati riportati sono sbagliati, correggi direttamente la voce biografica; le modifiche saranno visibili in questa lista entro pochi giorni. Per chiarimenti vedi il progetto biografie. La lista contiene solo le 65 persone che sono citate nell'enciclopedia e per le quali è stato implementato correttamente il template Bio. Pagina aggiornata al 3 mar 2024. |

- 1º febbraio - Ashley Gerasimovich, attrice statunitense
- 1º febbraio - Williot Swedberg, calciatore svedese
- 2 febbraio - Yusuf Kabadayı, calciatore tedesco
- 3 febbraio - Amber Adsten, sciatrice alpina svedese
- 3 febbraio - Tomás Avilés, calciatore argentino
- 3 febbraio - Scoot Henderson, cestista statunitense
- 3 febbraio - Zhang Yifan, sciatore freestyle cinese
- 4 febbraio - Paul Aron, pilota automobilistico estone
- 4 febbraio - Pablo Furtado, calciatore uruguaiano
- 4 febbraio - Haruka Kasai, combinatista nordica e saltatrice con gli sci giapponese
- 4 febbraio - Yuna Kasai, combinatista nordica giapponese
- 5 febbraio - Salvatore Bianca, atleta paralimpico italiano
- 5 febbraio - Gabriele Caprio, attore e doppiatore italiano
- 6 febbraio - Domenico Cuomo, attore italiano
- 6 febbraio - Leonardo Faggian, cestista italiano
- 6 febbraio - Shun Sato, pattinatore artistico su ghiaccio giapponese
- 6 febbraio - Adam Wharton, calciatore inglese
- 6 febbraio - Amir Wilson, attore britannico
- 6 febbraio - Viktorija Ziediņa, slittinista lettone
- 7 febbraio - Beril Böcekler, nuotatrice turca
- 7 febbraio - Giorgi Kvernadze, calciatore georgiano
- 7 febbraio - Nathan-Dylan Saliba, calciatore canadese
- 8 febbraio - Giōrgos Koutsias, calciatore greco
- 8 febbraio - David Ruíz, calciatore honduregno
- 9 febbraio - Mateo Seoane, calciatore argentino
- 10 febbraio - Ondine Achampong, ginnasta britannica
- 11 febbraio - Dion Kacuri, calciatore svizzero
- 12 febbraio - Fabian Ax Swartz, sciatore alpino svedese
- 12 febbraio - Dereck Lively, cestista statunitense
- 12 febbraio - Terrone Webster, velocista anguillano
- 13 febbraio - Jonny Edgar, pilota automobilistico britannico
- 15 febbraio - Kaio César, calciatore brasiliano
- 15 febbraio - Joshua Tarling, ciclista su strada e pistard britannico
- 16 febbraio - Samuel Akere, calciatore nigeriano
- 17 febbraio - Amari Bailey, cestista statunitense
- 17 febbraio - Zach Booth, calciatore statunitense
- 18 febbraio - Matteo Bertelle, pilota motociclistico italiano
- 18 febbraio - Su Yiming, snowboarder cinese
- 18 febbraio - Felipe Augusto da Silva, calciatore brasiliano
- 19 febbraio - Millie Bobby Brown, attrice britannica
- 19 febbraio - Abdukodir Khusanov, calciatore uzbeko
- 19 febbraio - Daniel Samek, calciatore ceco
- 19 febbraio - Diya Siddique, arciera bengalese
- 20 febbraio - Danny Murphy, attore britannico
- 20 febbraio - Imaobong Nse Uko, velocista nigeriana
- 21 febbraio - Oliver Johansen Braude, calciatore norvegese
- 21 febbraio - Danique Noordman, calciatrice olandese
- 22 febbraio - Abbas Al-Hassan, calciatore saudita
- 23 febbraio - Bianca Fernandez, tennista canadese
- 23 febbraio - Nikola Đurišić, cestista serbo
- 23 febbraio - Radovan Štec, pistard e ciclista su strada ceco
- 24 febbraio - Olivia Asselin, sciatrice freestyle canadese
- 24 febbraio - Viktoria Bürgler, sciatrice alpina austriaca
- 24 febbraio - Beatrice Lennon Crass, nuotatrice artistica britannica
- 24 febbraio - Samuele Vignato, calciatore italiano
- 25 febbraio - William Mikelbrencis, calciatore francese
- 25 febbraio - Roman Staněk, pilota automobilistico ceco
- 26 febbraio - Bıbisara Asaubaeva, scacchista kazaka
- 26 febbraio - Océane Babel, tennista francese
- 26 febbraio - Theodor Brækken, sciatore alpino norvegese
- 26 febbraio - Hadrien David, pilota automobilistico francese
- 27 febbraio - Gonçalo Esteves, calciatore portoghese
- 27 febbraio - Linus Gechter, calciatore tedesco
- 27 febbraio - Miguel Monsalve, calciatore colombiano
- 29 febbraio - Lydia Jacoby, nuotatrice statunitense